# GABRB2
GABRB2 (англ. Gamma-aminobutyric acid (GABA) A receptor, beta 2) — ген, кодирующий бета-2 субъединицу ГАМКA-рецептора. Известно множество субъединиц ГАМК-рецепторов: 6 альфа-, 4 бета-, 4 гамма-, 1 дельта- и 2 ро-субъединицы, однако кодируемая GABRB2 бета-2 субъединица является одной из самых распространённых, наряду с альфа-1 и гамма-2.
В ходе нескольких исследований отмечена возможная связь вариаций гена GABRB2 с развитием шизофрении.